# Augochloropsis metallica
Augochloropsis metallica är en biart som först beskrevs av Fabricius 1793.  Augochloropsis metallica ingår i släktet Augochloropsis och familjen vägbin. Inga underarter finns listade.

## Bildgalleri

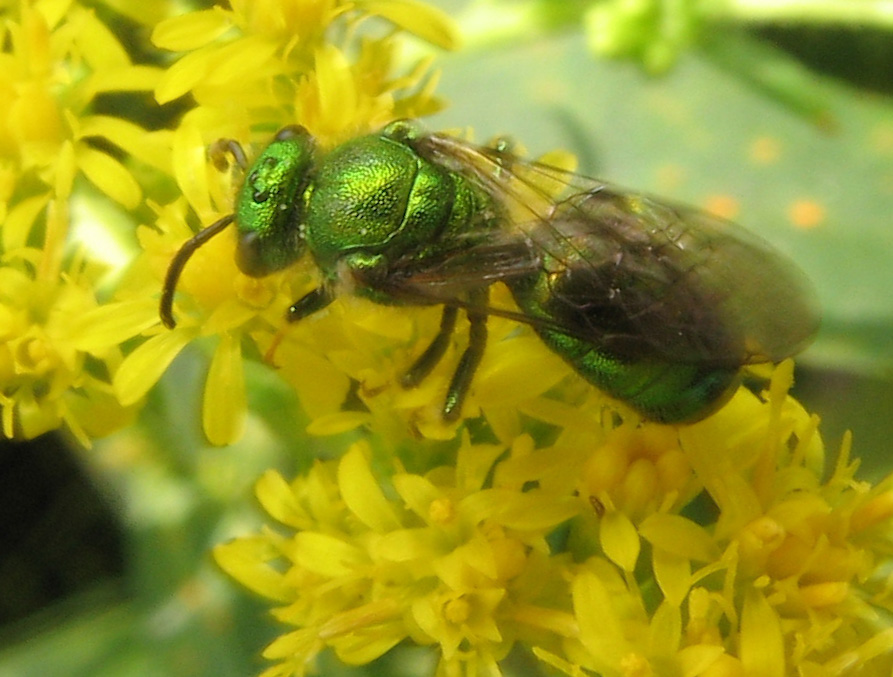
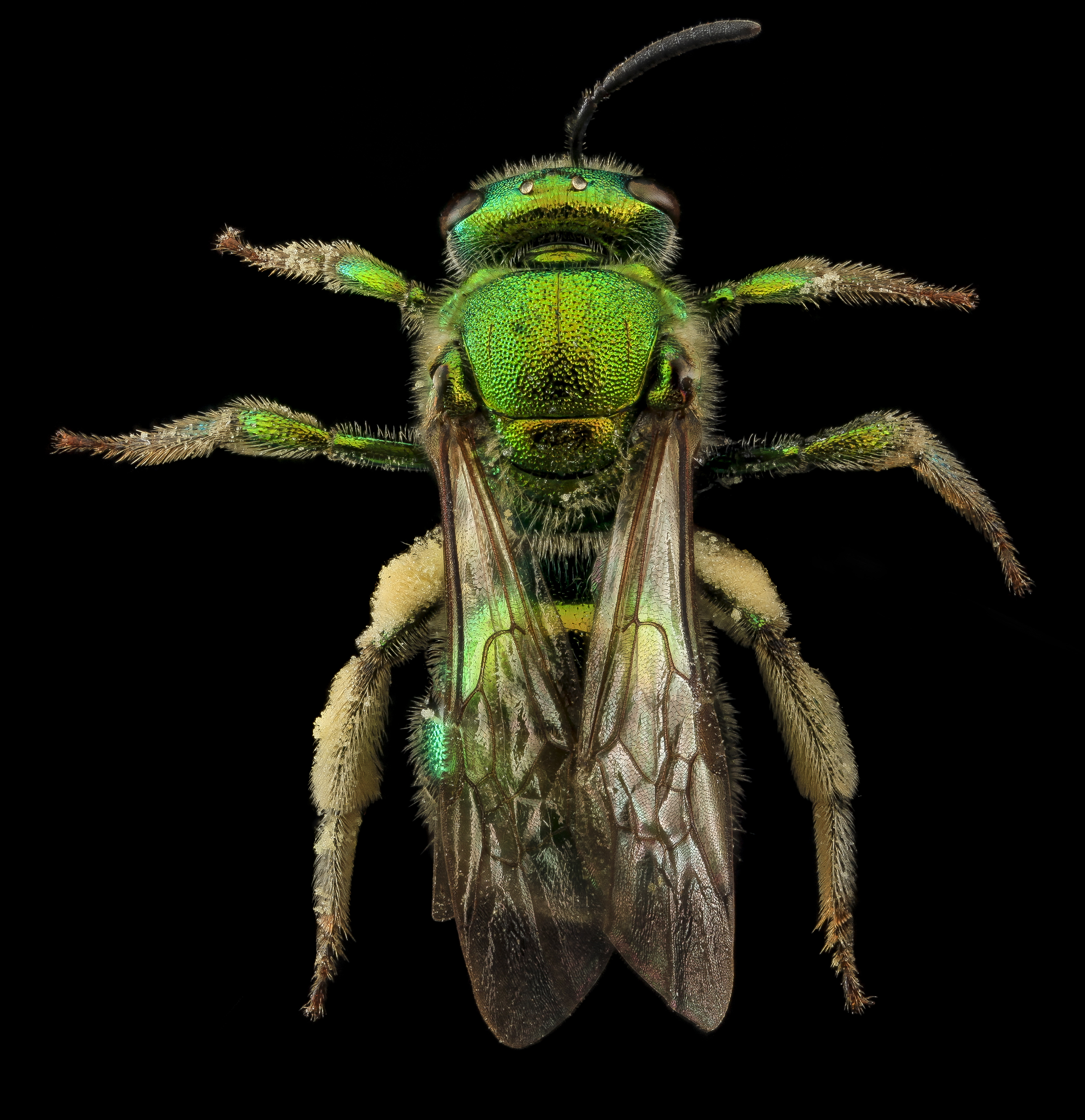
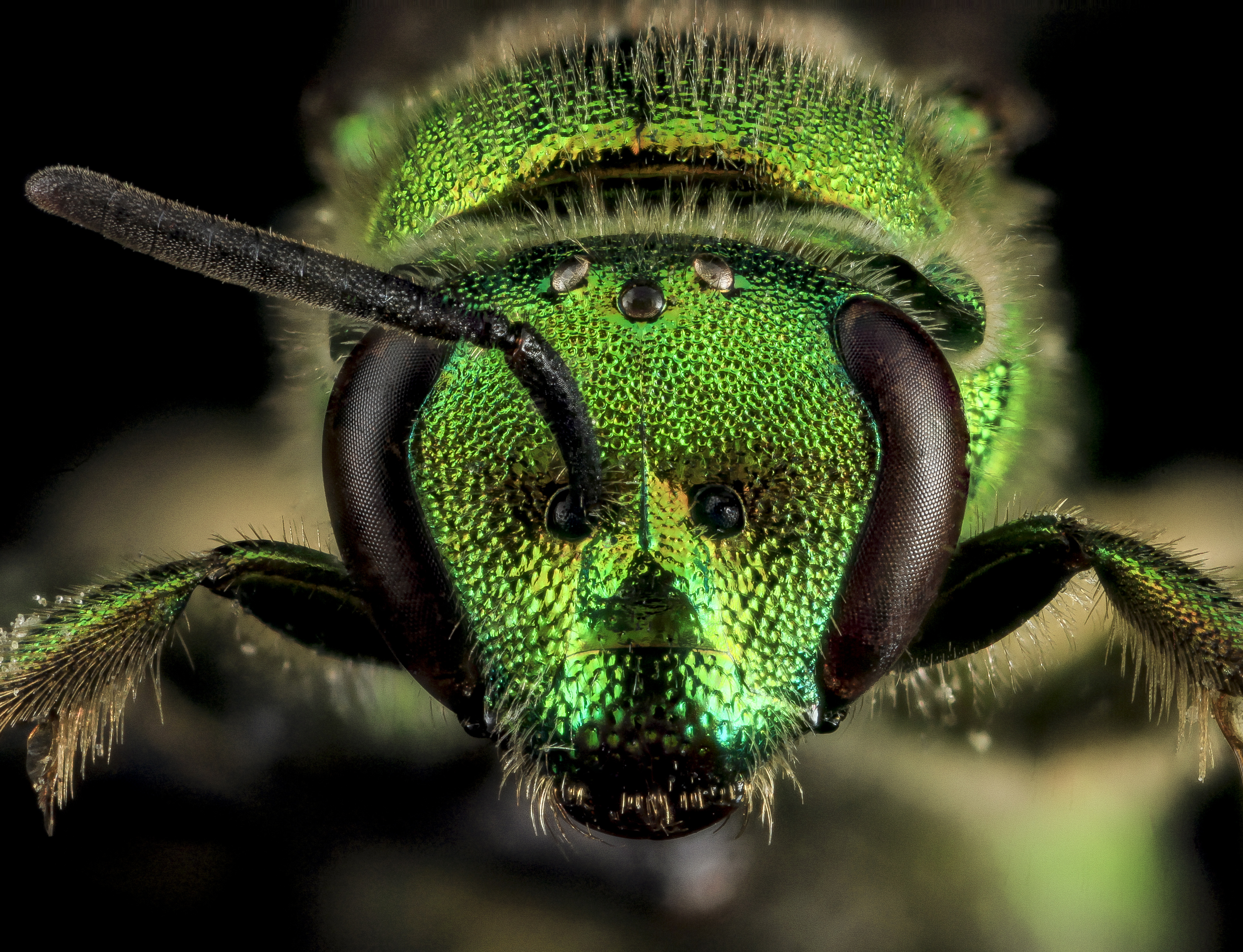
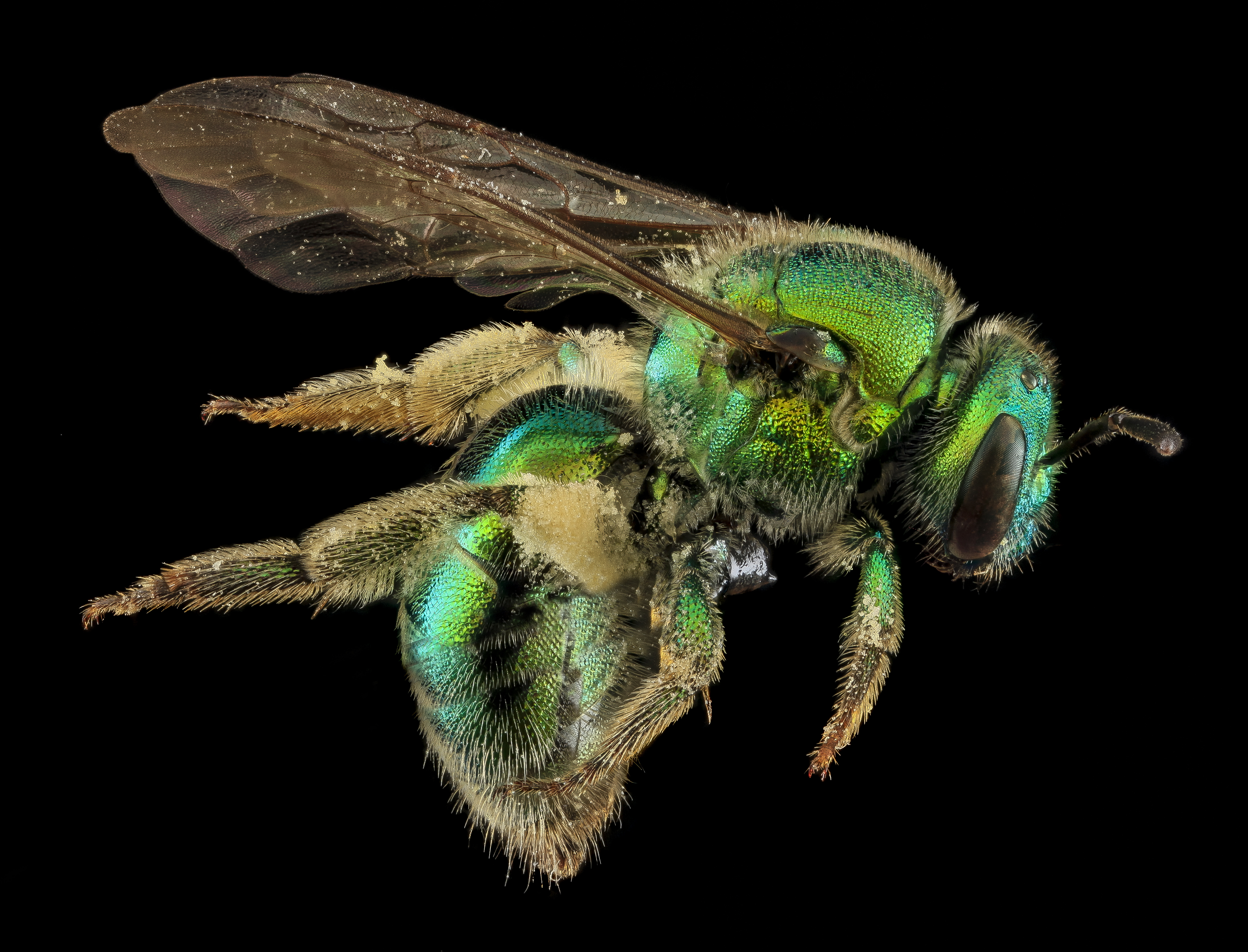
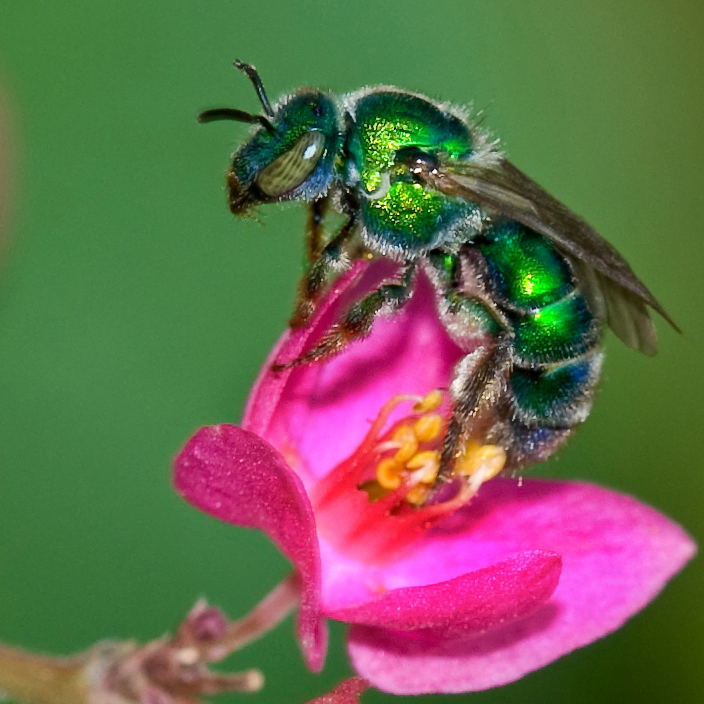
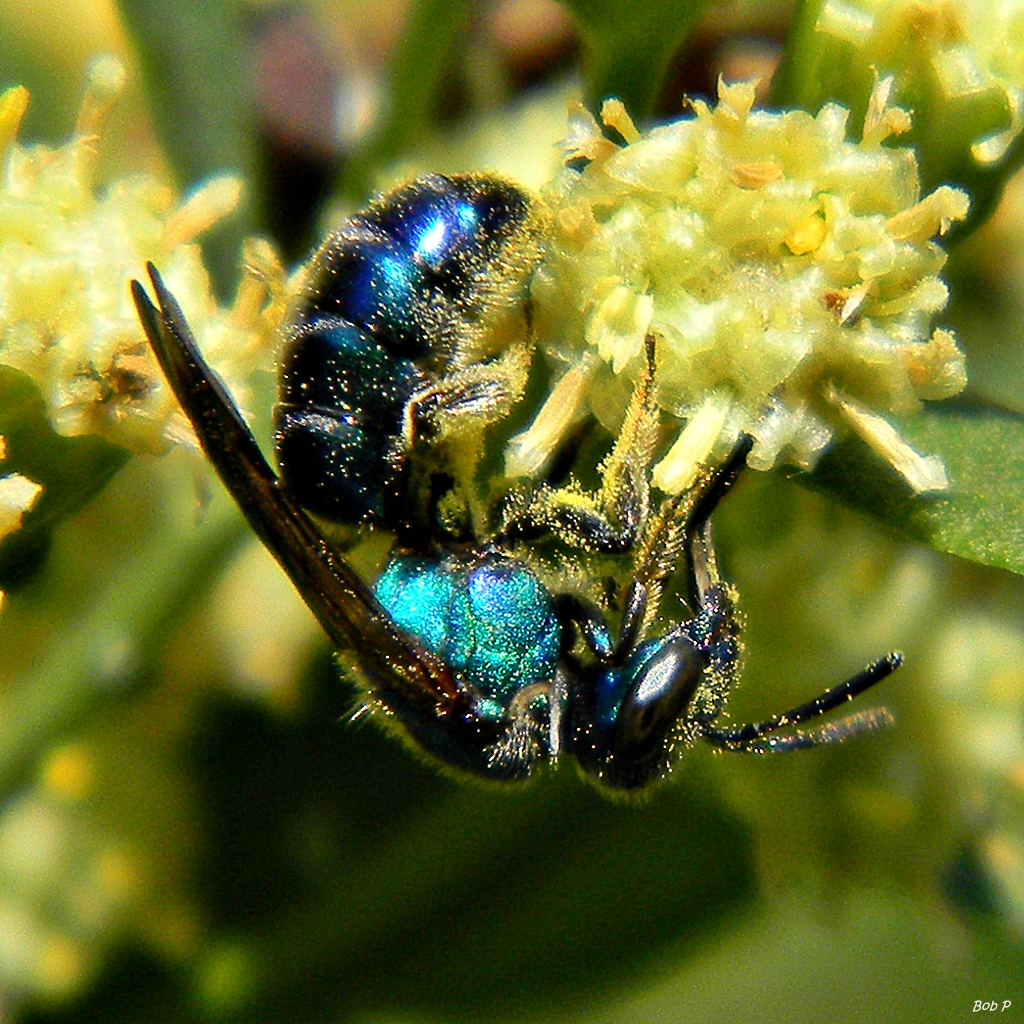